# Gabriel Barbosa
Gabriel Barbosa Almeida (São Bernardo do Campo, el 30 d'agost de 1996), més conegut com a Gabigol, és un futbolista i medallista olímpic brasiler que juga al Flamengo com a davanter.